# Chuanfang Lisuzu Daizu Xiang
Chuanfang Lisuzu Daizu Xiang (kinesiska: 船房, 船房傈僳族傣族乡) är en socken i Kina. Den ligger i provinsen Yunnan, i den sydvästra delen av landet, omkring 240 kilometer nordväst om provinshuvudstaden Kunming. Antalet invånare är 8 314. Befolkningen består av 3 733 kvinnor och 4 581 män. Barn under 15 år utgör 18,0 %, vuxna 15-64 år 70 %, och äldre över 65 år 10,0 %.
Genomsnittlig årsnederbörd är 1 136 millimeter. Den regnigaste månaden är juli, med i genomsnitt 345 mm nederbörd, och den torraste är mars, med 1 mm nederbörd.